# Maria Grazia Calandrone
Maria Grazia Calandrone (Milano, 15 ottobre 1964) è una poetessa, scrittrice, drammaturga, artista visiva, autrice e conduttrice radiofonica italiana.

## Biografia
Figlia di Lucia Galante di Palata (CB) e Giuseppe Di Pietro, all'età di otto mesi viene lasciata dalla madre, costretta alla fuga con il compagno a causa di una denuncia per adulterio, all'ingresso di Villa Borghese, immediatamente prima del loro suicidio compiuto gettandosi nel Tevere, come accennato in “Alla compassione di tutti” (contenuto nel CD di “L'infinito mélo”) e poi estesamente raccontato nel romanzo “Dove non mi hai portata”, finalista al Premio Strega 2023.
Viene poi adottata da Giacomo Calandrone e Consolazione (detta Ione).
Anch'esso tra i candidati al Premio Strega 2021, “Splendi come vita” si fa notare per l'originalità espressiva: un non-romanzo poetico, una lunga lettera d'amore che la scrittrice dedica a Ione. Nel libro racconta del rapporto con la madre adottiva e del distacco che lei, da un certo punto in poi, ha avuto nei suoi confronti, perché non aveva più creduto all'affetto della figlia.
La scrittura è stata la sua vocazione e la sua passione fin dall'infanzia, sebbene abbia iniziato a pubblicare relativamente tardi.
Vive a Roma e pubblica articoli sul quotidiano il manifesto, sul Corriere della Sera, dove ha curato la rubrica culturale, e scrive per il settimanale Sette, per alfabeta2 e doppiozero. Dal 2010 tiene a battesimo poeti esordienti, ritenuti meritevoli di pubblicazione, per la rivista internazionale Poesia, nella rubrica di inediti Cantiere Poesia.
Dal 2010 scrive e conduce programmi culturali per Rai Radio 3.
Ha collaborato con Unomattina Poesia (Rai 1), con Rai Cultura e Cult Book (Rai 3).
Collabora da anni con l'attrice Sonia Bergamasco, per la quale ha composto i monologhi: La scimmia bianca dei miracoli e Pochi avvenimenti, felicità assoluta, lavoro dedicato alla memoria d'amore tra Robert e Clara Schumann e trasmesso in diretta dal Quirinale.
Inviata dall'Istituto giapponese di cultura di Roma nelle città di Tokyo e Kyoto per il Premio Haiku in Italia, si innamora dell'essenzialità e dell'eleganza della cultura giapponese e ne traduce le istanze nella propria poesia.
La sua poesia è tradotta in molte lingue, tra le quali lo spagnolo e il francese.
La Calandrone è molto riservata riguardo alla sua vita privata, eccetto quando accenna alla sua intimità nelle proprie opere. Ha due figli: Arturo (alla cui nascita dedica “La scimmia randagia”) e Anna, nata al Fatebenefratelli sull'Isola Tiberina.

### La carriera letteraria
Esordisce nel 1994 con la silloge Illustrazioni, premio Eugenio Montale per l'inedito. Nel 1998 ottiene la pubblicazione-premio (Premio Nazionale Nuove Scrittrici) di Pietra di paragone, volume dedicato alla figura del padre Giacomo Calandrone, combattente volontario nella guerra civile di Spagna e deputato comunista, nonché autore di saggi storici e politici.
L'attenzione per gli eventi storici (dalla guerra di trincea ai disastri di Hiroshima e Babi-Yar, agli eccidi di Guernica, Marzabotto e Sant'Anna di Stazzema) e sociali ("Maria Grazia Calandrone, che sa spaziare dalla cronaca della Thyssen all'epicedio classico": Valerio Magrelli su la Repubblica, 23 febbraio 2011) rappresenta una costante nell'opera poetica di Maria Grazia Calandrone, che alterna lo sguardo collettivo a quello privato, mantenendo in entrambi i casi il desiderio etico di pronunciarsi a nome di un "corale umano".
Anche La scimmia randagia, sebbene "interamente dedicato" alla nascita del figlio Arturo, è libro cosmogonico con il quale Maria Grazia Calandrone vince il Premio Pasolini Opera Prima. Il medesimo intento "corale" si riscontra in Come per mezzo di una briglia ardente, variazione sul tema della "tremenda semplicità della morte" (materna) e ne La macchina responsabile, testo dove l'autrice si interroga sulla responsabilità individuale nelle stragi di massa, ovvero sulla natura e sulla distribuzione del male e sulla scelta che ogni essere umano è quotidianamente necessitato a compiere.
Nel 2010 pubblica Sulla bocca di tutti, opera vincitrice del Premio Napoli. In un articolo pubblicato su Il Venerdì di Repubblica, Enzo Golino rintraccia in essa la “forza simbolica dell'elemento primordiale che unisce l'amore e il dolore più estremi”. Il volume esamina il punto di non-ritorno dell'Occidente, universalmente assunto nell'emblema del crollo delle Torri Gemelle, ancora a contrasto con la privata e gioiosa rifondazione del mondo avvenuta con la nascita della figlia Anna. Segue, sempre nel 2010, Atto di vita nascente, rielaborazione memoriale dell'amore nascente.
Il primo romanzo di Calandrone viene pubblicato nel 2011 per Luca Sossella: L'infinito mélo, una prosa onirico-visionaria che segue inconsciamente le tappe del Viaggio del sole notturno, testo iniziatico egizio, accompagnata da Vivavox, cd di sue letture dei propri testi, tra i quali compare Alla compassione di tutti, cronaca del suicidio della madre naturale, Lucia Galante. La tragica decisione della madre viene impiegata dall'autrice per dimostrare come pregiudizi e tabù possano arrivare a condannare a morte un'innocente. Senza rabbia e con lucidità estrema, Maria Grazia Calandrone interpreta il suicidio della propria madre come un omicidio sociale.
Nella quarta sezione de La vita chiara, dedicata all'Aria, la poetessa assume nelle proprie parole la lezione di levità di Fryderyk Chopin ("nulla sia noto di noi che il sorriso") e il duro compito della sublimazione amorosa di Teresa d'Avila.  Una seconda prosa, Salvare Caino, sul tema del superamento del trauma da narcisismo nella relazione d'amore, accostata a un dipinto di Antonio López García, verrà pubblicata nel 2014 da Donzelli Editore nell'antologia di racconti figurativi Nell'occhio di chi guarda.
Il progresso interiore, e dunque poetico, verso l'inno di gioia, continua con Serie fossile (rosa del Premio Viareggio e premi Tassoni e Marazza), opera nella quale Maria Grazia Calandrone canta a voce spiegata l'amore assoluto, che diventa esperienza di “amore dirompente” e anticonvenzionale “per il creato”, condotta con toni lirici ed elegiaci, ma anche scientifici e farseschi – come osserva Aldo Nove nella sua recensione sul rotocalco Donna Moderna, mentre Daniela Attanasio su il manifesto scrive che "Il corpo descritto viene evocato, in una sorta di adorante preghiera pagana, come esemplare primigenio della specie, figura che incarna la completezza della natura femminile".
Segue Gli Scomparsi – storie da Chi l'ha visto?, opera vincitrice del Premio Dessì, ispirata all’omonima trasmissione televisiva e interamente dedicata alle storie degli altri. «E proprio nella compassione (molte volte ribadita e nei contesti più differenti, quasi fosse una benigna ossessione), si svela una forte capacità di immedesimazione, mirabile ad esempio nella straziante suite sullo sterminio nei campi nazisti.» continua Nicola Bultrini su Il Tempo a proposito de Il bene morale, un libro dalla parte delle vittime, ma anche libro di gioia, sul gramsciano ottimismo della volontà. Nel 2019 Calandrone pubblica infatti Giardino della gioia, con Arnoldo Mondadori Editore. Come scrive Concita De Gregorio sul settimanale «D» di Repubblica, Giardino della gioia, «è una cosa che fa stare bene ogni giorno».
"Immagina che vedremo" è la poesia che ha scritto nel 2020 per il libro #COVID19 di Fausto D'Agostino e Mario Pappagallo.
Segue poi un "dittico" in prosa intorno alla figura della madre: nel 2021 pubblica il romanzo Splendi come vita (Ponte alle Grazie) dedicato alla madre adottiva Consolazione, semifinalista al Premio Strega 2021; l'anno dopo pubblica l'ideale prequel Dove non mi hai portata (Einaudi) dove ricostruisce tra realtà e romanzo la vita della madre naturale Lucia (originaria di Palata, e morta suicida nel Tevere col compagno, dopo averla abbandonata nel parco di Villa Borghese), finalista al Premio Strega 2023. Dal libro "Dove non mi hai portata" è tratto il podcast di Rai Radio 3 "Mia madre un caso di cronaca" 2023 con le musiche del compositore Fabrizio De Rossi Re.Il lavoro in prosa di Calandrone prosegue nel 2024 con Magnifico e tremendo stava l'amore (Einaudi), ricostruzione lirica di un omicidio divenuto un caso giudiziario destinato a fare giurisprudenza, il caso Cristallo.
Calandrone svolge da anni laboratori nelle scuole, nelle carceri e nei centri diurni, convinta che "fare poesia" sia "un'azione politica".

## Opere

### Poesia
- Giardino della gioia (Arnoldo Mondadori Editore, 2019)
- Il bene morale (Crocetti, 2017)
- Gli Scomparsi – storie da “Chi l’ha visto?” (Lietocolle, 2016)
- Serie fossile (Crocetti, 2015)
- La vita chiara (Transeuropa, 2011)
- Atto di vita nascente (Lietocolle Graal, 2010)
- Sulla bocca di tutti (Crocetti, 2010)
- La macchina responsabile (Crocetti, 2007)
- Come per mezzo di una briglia ardente (Atelier, 2005)
- La scimmia randagia (Crocetti, 2003)
- Pietra di paragone (Tracce, 1998)

### Prosa
- Magnifico e tremendo stava l'amore, collana Supercoralli, Torino, Einaudi, 2024,  p. 336, ISBN 978-88-06-26403-1.
- Dove non mi hai portata: mia madre, un caso di cronaca, collana Supercoralli, Torino, Einaudi, 2022,  p. 247, ISBN 978-88-06-25747-7, OCLC 1350800038.
- (a cura di), Versi di libertà: trenta poetesse da tutto il mondo, collana Oscar bestsellers, illustrazioni di Marta Signori, Milano, Mondadori, 2022,  p. 200, ISBN 978-88-04-74519-8, OCLC 1333189305.
- Splendi come vita, collana Scrittori, n.108, Milano, Ponte alle Grazie, 2021,  p. 221, ISBN 978-88-333-1597-3, OCLC 1312620733.
- L'infinito mélo: pseudoromanzo (con CD “VivaVox”), collana Viva Vox, n.1, Bologna, Luca Sossella, 2011,  p. 70, ISBN 978-88-89829-96-7, OCLC 1141555253.

### Teatro
- Pochi avvenimenti, felicità assoluta. Scene da un matrimonio[16] (di Sonia Bergamasco con EsTrio al Teatro Franco Parenti di Milano, 13 dicembre 2013)

### Antologie maggiori
- Poesie dell’Italia contemporanea (Il Saggiatore, 2023)
- Nuovi poeti italiani 6 (Einaudi, 2012)
- Poeti degli anni zero (Ponte Sisto, 2011)

### CD audio
- Vivavox (Sossella, 2011)

## Riconoscimenti
- 2025: Premio Gioia
- 2025: Premio Arte: Sostantivo Femminile
- 2025: Premio Donne di Roma
- 2025: Premio Eccellenza Femminile
- 2024: Premio Differenza Donna
- 2024: Premio Scrivere per Amore a Magnifico e tremendo stava l'amore
- 2023: Dove non mi hai portata finalista Premio Strega 2023
- 2023: Premio Vittorini a Dove non mi hai portata[17]
- 2023: Premio Sila a Dove non mi hai portata
- 2023: Premio Pozzale Luigi Russo a Dove non mi hai portata
- 2022: Premio L'Olio della Poesia
- 2021: Premio Metauro a Giardino della gioia
- 2021: Premio Lerici Pea Golfo dei Poeti a Giardino della gioia
- 2021: Splendi come vita semifinalista Premio Strega 2021
- 2018: Il bene morale Premio Europa,Premio Trivio, Premio Città di Conza
- 2017: Gli Scomparsi: Premio Dessì
- 2015: Serie fossile: Premio Achille Marazza e Premio Alessandro Tassoni, rosa del Premio Viareggio e Pagliarani, finalista nei Premi: Dedalus, Premio di poesia Lorenzo Montano, Premio internazionale Mario Luzi e Camaiore
- 2013: La vita chiara è finalista del Premio Tirinnanzi
- 2013: al lavoro di Maria Grazia Calandrone viene attribuito il Premio di Poesia e Giornalismo “Giuseppe Pisano”
- 2012: Premio “Haiku in Italia” dell'Istituto Giapponese di Cultura
- 2011: Premio Napoli per la poesia italiana a Sulla bocca di tutti
- 2011: Atto di vita nascente è finalista del Premio Maria Marino
- 2007: La macchina responsabile è nella terna dei Premi Terme di San Giuliano e Premio internazionale Mario Luzi
- 2005: Come per mezzo di una briglia ardente è finalista del Premio Diego Valeri
- 2004: Premio Pasolini Opera Prima a La scimmia randagia, anche finalista nei Premi: Premio Dessì, Premio di poesia Lorenzo Montano e Torri di Quartesolo
- 1998: pubblicazione-premio Nuove Scrittrici per Pietra di paragone
- 1993: premio Eugenio Montale per l'inedito alla silloge Illustrazioni